# الجامعة الإسلامية (بهاتكال)
الجامعة الإسلامية بهتكل هي جامعة إسلامية للعلوم الدينية والإسلامية تقع في تينجنجوندي، 5 كم من بهتكل، كارناتاكا، الهند والمكان يسمى «جامعه آباد». يغطي الحرم الجامعي مساحة من 20 فدانًا من الأرض أعطيت لجمعية من قبل ورثة السيد/ سيد ميرا في عام 1967، تم الاستيلاء على الأراضي من حكومة الولاية وتم شراء ما تبقى من الأرض. [بحاجة لمصدر]
احتفلت المدرسة بعيدها الخمسين في عام 2012.
كانت الجماعة الإسلامية مكانًا للعديد من الأحداث الهامة على المستوى الوطني والوطني. [بحاجة لمصدر] ومن أبرز تلك المؤتمرات مؤتمر مجلس قانون الأحوال الشخصية لعموم الهند الذي عقد في عام 2009.